# Forma prawna
Forma prawna – rodzaj bytu prawnego, jaki przybierają podmioty gospodarki narodowej wynikający z przepisów prawnych określających status prawny i zasady funkcjonowania podmiotów.

## Formy prawne w Polsce
W rejestrze REGON forma prawna jest określana jednoznacznie przez wskazanie podstawowej formy prawnej oraz szczególnej formy prawnej.